# Končar Group
Die Končar Group ist ein kroatisches Industrieunternehmen, das hochspannungsbezogene Produkte herstellt.

## Überblick
Der Konzern entstand 1921 und stellte damals Elektromotoren in Zagreb her. Die Produktion entwickelte sich unter dem Markennamen Elektra, Siemens, Rade Končar, um am Ende den heutigen Namen Končar zu erhalten. Der Markenname, der in mehreren Ländern bekannt ist, bildet das Kerngeschäft. Das Unternehmen wurde nach dem Partisanen Rade Končar (1911–1942) benannt.
Seit 1994 arbeitet Končar im Rahmen des Joint Ventures Končar Power Transformers (KPT) mit Siemens zusammen und stellt im Werk in Zagreb Leistungstransformatoren her.

## Bekannteste Produkte

### Elektrolokomotiven
- Elektrolokomotive HŽ 1142
- Modernisierung von Elektrolokomotiven

### Triebwagen

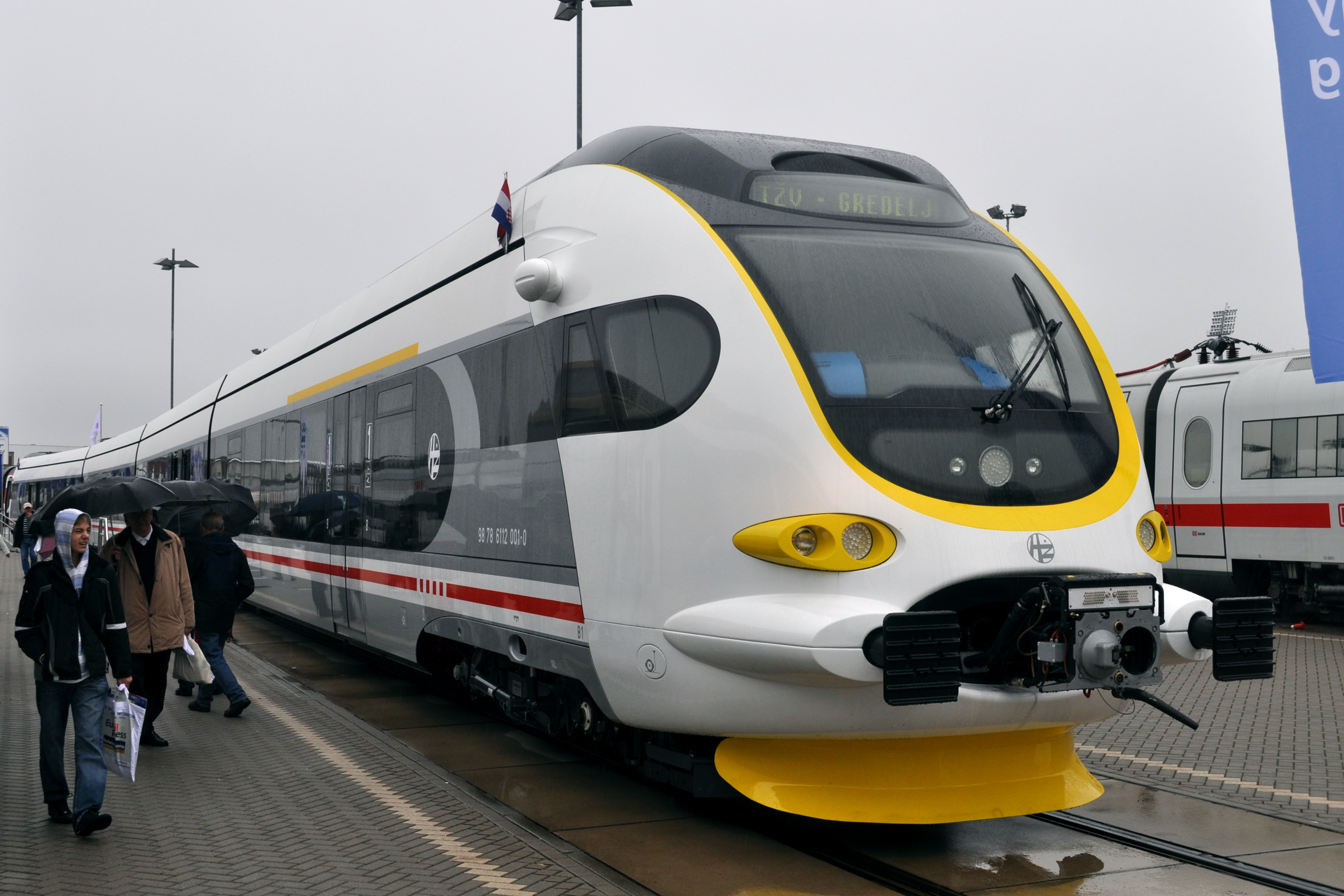
Neuer Elektrotriebwagen für die HŽ

- Elektrotriebwagen HŽ 6112 / ŽFBH 412
- Dieseltriebwagen HŽ 7023
- Akkumulatortriebwagen HŽ 6012

### Straßenbahn
- Niederflurstraßenbahn TMK 2200

### Sonstiges
- Elektromotoren
- Transformatoren
- Kraftwerke und Zubehör
- Informations- und Kommunikations-Mikrocontroller im Verkehrswesen
- Haushaltsgeräte (Kochherde etc.)
- Metallbehälter
- Computer